# Billy Strings
Pour les articles homonymes, voir Strings (homonymie).
Billy Strings, né William Lee Apostol, le 3 octobre 1992 à Lansing, au Michigan, est un guitariste américain et un musicien de style bluegrass. Il est reconnu comme un virtuose de la guitare, notamment pour sa maîtrise du flatpicking et la vélocité de son jeu. Multi-instrumentiste, Billy Strings sait aussi jouer de la mandoline et du banjo. Il est également auteur-compositeur. Ses chansons mêlent habilement des éléments traditionnels du bluegrass avec des influences contemporaines. En 2021, il a remporté le Grammy Award for Best Bluegrass Album avec Home, son 2e album. Le 2 février 2025, son album Billy Strings, Live Vol. 1 remporte le prix du "meilleur album bluegrass" lors de la 67e édition des Grammy Awards à Los Angeles.

## Jeunesse
Billy Strings, né William Lee Apostol, voit le jour le 3 octobre 1992 à Lansing (Michigan). Son père biologique décède d'une overdose d'héroïne quand il a 2 ans. Sa mère Debra Apostol se remarie ensuite avec Terry Barber, un musicien amateur de bluegrass de talent que Billy considère aujourd'hui comme son père. La famille déménage plusieurs fois, d'abord à Morehead (Kentucky), puis à Muir (Michigan).
Ses parents deviennent dépendants à la méthamphétamine alors que Billy n'est encore qu'un préadolescent. Il quitte le domicile familial à l'âge de 13 ans et traverse une période de consommation de drogues dures et d'alcool. Ses parents cessent finalement tout usage de drogues, et Billy stoppe sa consommation de drogues dites « dures ». Aujourd'hui, il explique être « California Sober », expression désignant les personnes qui s'abstiennent de boire de l'alcool mais consomment de la marijuana ou du cannabis.
Terry Barber achète sa première guitare à Billy lorsqu'il à 4 ans et l'initie à la musique bluegrass en lui faisant écouter des musiciens tels que Doc Watson, Tony Rice, Del McCoury, David Grisman, Bill Monroe, John Hartford, Ralph Stanley, The Stanley Brothers, The Delmore Brothers, Earl Scruggs, Larry Sparks et bien d'autres. Dès l'âge de 7 ans, Billy accompagne son père à la guitare et son « oncle Brad », un proche ami de Terry joueur de banjo, dans des soirées bluegrass locales et quelques festivals. Sa connaissance du répertoire traditionnel et sa dextérité précoce à la guitare ne tardent pas à provoquer l'admiration du public. C'est à cette époque que sa tante Mondi le surnomme « Billy Strings » (cordes [de guitare], en français). Quelques années plus tard, il inscrira ce surnom à la craie sur le tableau des participants à une soirée open mic et ne le quittera plus. À 11 ans, Billy s'essaye à la guitare électrique et joue des morceaux blues et rock de Johnny Winter, Jimi Hendrix, Led Zeppelin et Black Sabbath. Puis, vers 13-14 ans, vient sa période heavy metal durant laquelle Billy joue dans un groupe hardcore local : To Once Darkened Skies. De cette époque, il gardera son jeu de scène ultra énergique - très éloigné du style bluegrass - qu'il continue à reproduire à chaque show.

## Vie personnelle
Billy Strings s'est marié avec Allyson Dale en septembre 2023 sur le site du festival de musique de Hoxeyville (Michigan). Le couple est installé à Nashville depuis 2016 et a eu son premier enfant, un garçon nommé River Roy Apostol, né le 29 septembre 2024.

## Carrière

### Débuts et collaboration avec Don Julin (2012-2016)
En 2011, alors que Billy vit désormais à Traverse City (Michigan), il fait la rencontre de Don Julin, mandoliniste bluegrass vétéran de renom. Malgré leur différence d'âge, les deux musiciens se découvrent une passion commune pour Doc Watson et la musique bluegrass traditionnelle, et passent une soirée entière à interpréter ensemble des chansons de la légende du bluegrass. C'est le début d'un duo qui durera jusqu'en 2016. Durant les deux premières années, Billy et Julin enchainent les concerts dans les petites salles et les festivals du Michigan, et font sensation. Le duo sort deux albums : Rock of Ages (2013) et Fiddle Tune X (2014).

### AlbumTurmoil & Tinfoil(2016)

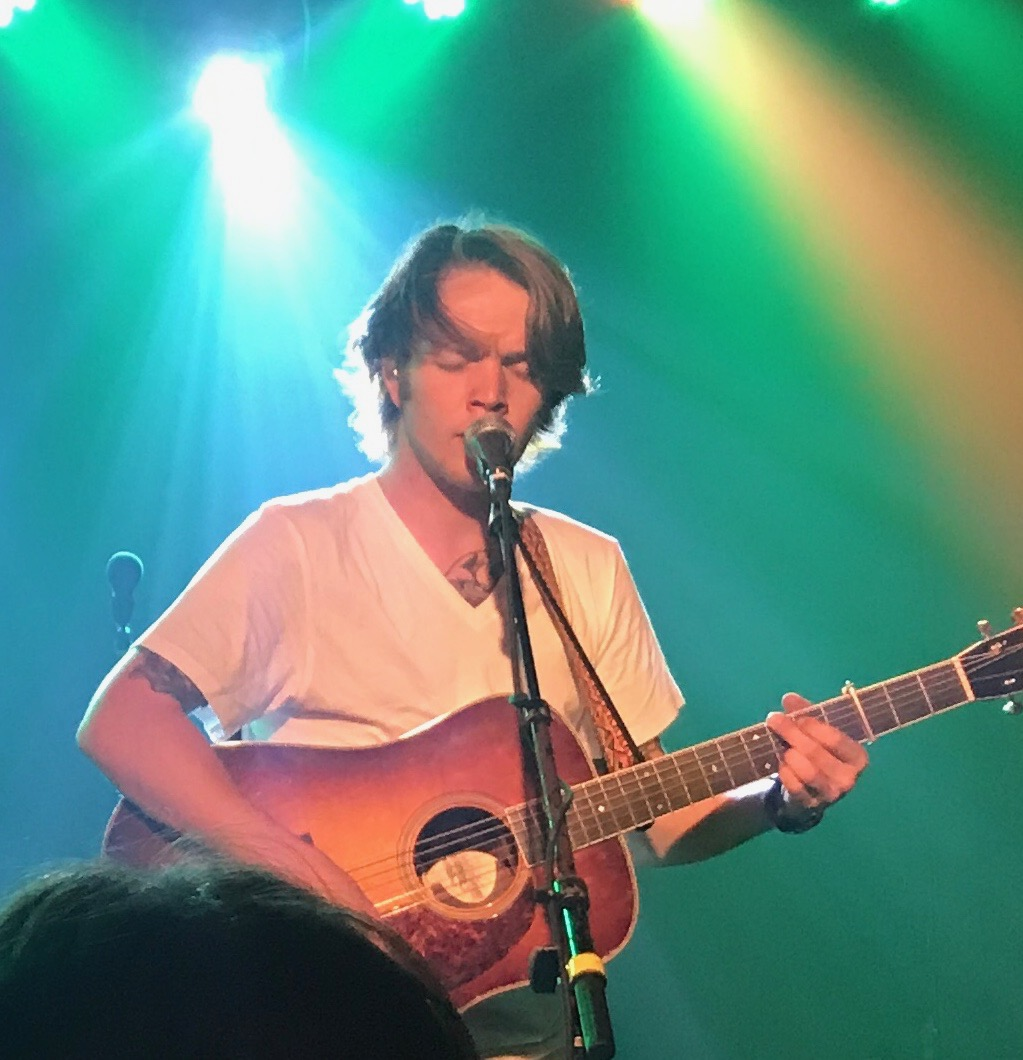

En 2016, Billy Strings quitte le duo et part s'installer à Nashville (Tennessee) où il vivra un temps en colocation avec une autre étoile montante du bluegrass qui deviendra son amie, Molly Tuttle. Là, il sort un EP autoproduit de six morceaux simplement intitulé Billy Strings. La chanson Dust in a Baggie qui y figure fut composée plusieurs années avant et devient son premier gros succès solo. Sur YouTube, une vidéo tournée en 2012 (mise en ligne en 2019), fait très vite un carton (près de 31M vues et 26k commentaires en avril 2024) et révèle le virtuose de la guitare à un public international beaucoup plus large que le milieu d'amateurs de bluegrass américain, qui le connaissait déjà. En 2017, Billy Strings sort son premier album studio, produit par Glenn Brown (déjà producteur de Greensky Bluegrass), Turmfoil & Tinfoil. On y retrouve les sonorités typiques de bluegrass traditionnel mélangées à des morceaux bien plus folk et psychédéliques. « Je ne sais pas s'il sonne comme le passé ou le futur - peut-être les deux à la fois », explique Billy Strings à propos de ce disque qui fait évoluer le bluegrass vers la modernité tout en étant extrêmement respectueux de ses racines.

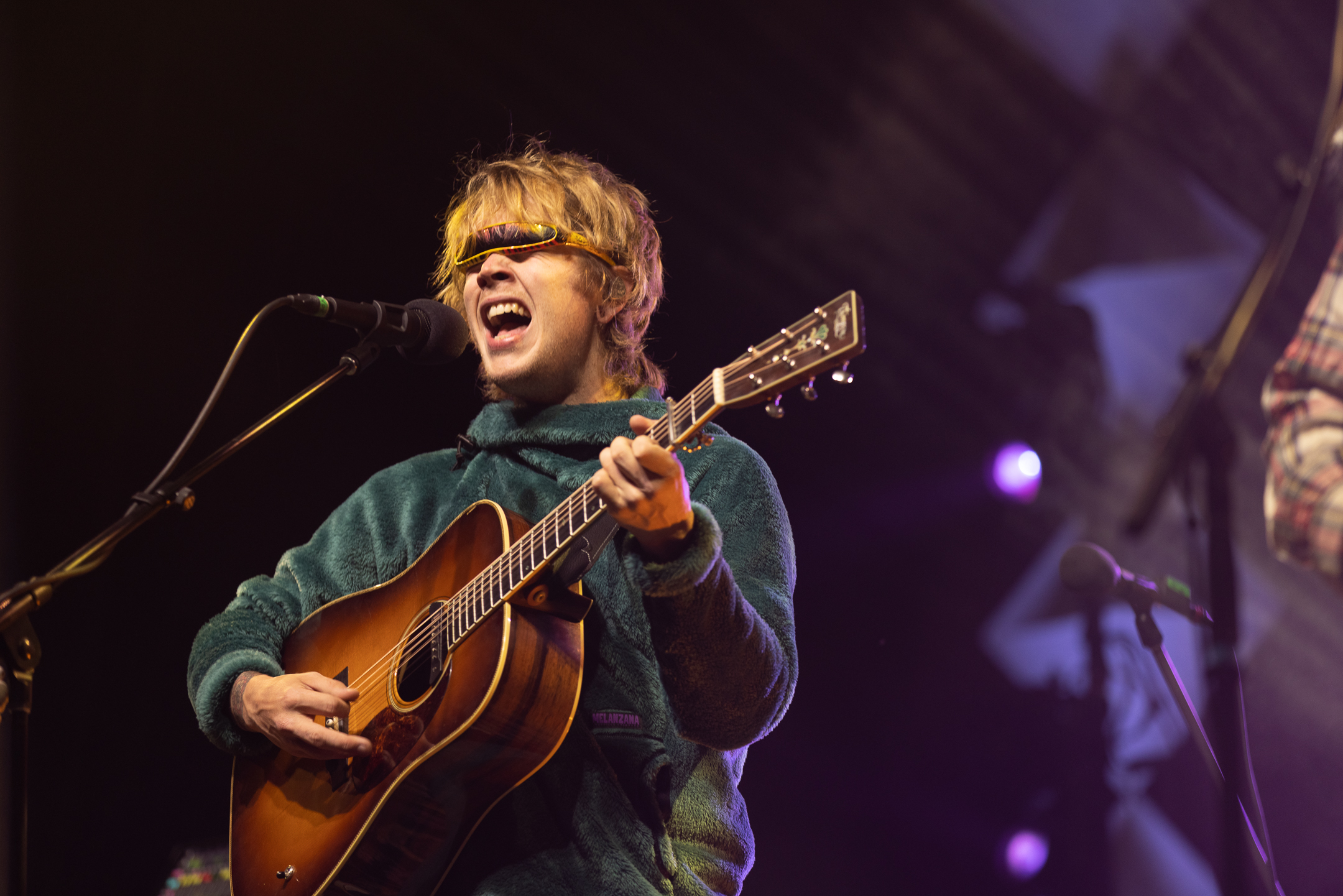
Sur scène en 2021

### Home(2019) andRenewal(2021)
En 2019, Billy Strings signe avec le label Rounder Records et sort Home, son deuxième album, toujours produit par Glenn Brown. Le disque comporte 14 titres. La même année, Billy Strings est élu « artiste émergent de l'année » et « guitariste de l'année » par l'International Bluegrass Music Association. Deux ans plus tard, en 2021, Home remporte le prix du meilleur album bluegrass à la 63e cérémonie des Grammy Awards à Los Angeles alors que Billy sort son 3e album studio : Renewal. Celui-ci compte 16 morceaux.

### Me/And/Dad(2022)
Après presque une décennie passée sur les routes ou en studio, Billy veut absolument prendre le temps d'enregistrer un album avec celui qui fut et reste son premier mentor, son père Terry Barber. Entourés de musiciens bluegrass de renom tels que Ronnie et Bob McCoury, Jerry Douglas et Michael Cleveland, le père et le fils, guitare à la main, s'enferment cinq jours durant en studio et enregistrent les 14 chansons de Me/And/Dad. Dans l'interview vidéo du making of de l'album, Billy raconte comment il a sélectionné des chansons qui ont bercé son enfance et que son père lui avait appris à jouer depuis son plus jeune âge. Il raconte aussi comment à 17 ans, alors qu'il cherche à acheter une guitare acoustique pour se remettre au bluegrass après sa période rock et metal, il retrouve par hasard sur eBay la guitare Martin D-93 de son père que ce dernier avait été contraint de vendre dix ans plus tôt pour payer les factures du foyer familial. Billy parvient finalement à racheter la guitare en payant en plusieurs fois, puis il l'offre à son père qui n'en croit pas ses yeux. L'album Me/And/Dad est nommé dans la catégorie meilleur album aux Bluegrass Award 2023.

### Highway Prayers(2024)
L'album, qui sort en septembre 2024, comporte 20 chansons. Il a été coproduit par le multi-instrumentiste américain Jon Brion. Le mois suivant sa sortie, Highway Prayers se classe n°1 du classement des meilleures ventes d'albums de Billboard - première fois depuis 22 ans qu'un disque de bluegrass se classe comme album le plus vendu, tous genres confondus. 

### Collaborations
En 2023, la star du bluegrass associée à la légende de la country Willie Nelson sort le duo California Sober.  
Billy Strings collabore également à trois morceaux sur l'album country Look Up de Ringo Starr sorti en janvier 2025, sur lequel on retrouve également la guitariste bluegrass Molly Tuttle (qui fut colocataire de Billy Strings à Nashville à leur débuts) et le groupe de blues rock de deux sœurs Rebecca et Megan Lovell Larkin Poe. 

## Groupe
Sur scène, Billy Strings est entouré de quatre musiciens bluegrass de très grand talent :
- Billy Failing (banjo),
- Royal Masat (contrebasse),
- Jarrod Walker (mandoline),
- Alex Hargreaves (fiddle), qui a rejoint la formation en juillet 2022.

## Matériel

### Guitares
La guitare no 1 de Billy Strings en tournée est une dreadnought Preston Thompson DBA de 2017 en palissandre du Brésil et table en épicéa qu'il a surnommée « Frankenstein ». Elle est équipée de capteurs K&K Sound Pure Mini sous le chevalet et d'un micro rosace K&K Sound Double Helix. Un switch 3 positions a été ajouté sur la table de la guitare pour passer de l'un à l'autre (ou utiliser les deux ensemble). Les cordes sont des D’Addario XS Phosphor Bronze EJ17 (.013–.056). Billy possède une seconde Preston Thomson DBA avec une finition sunburst anthracite équipée du même système de micros. Cette guitare no 2 est baptisée « The Bride » (La Fiancée [de Frankenstein]). Une incrustation dans la tête représente le personnage joué par Elsa Lanchester dans le film éponyme de 1935. Ces deux guitares sont équipées d'un commutateur permettant de les connecter au rack d'effets du musicien dès que nécessaire.
En plus des deux Preston, Billy emporte toujours avec lui « Jody », sa Martin D-28 de 1945 sur laquelle il a fait poser un micro ainsi qu'une Martin D-45 custom. Toutes deux sont également équipées du commutateurs pour activer les effets durant ses shows. Pour les sessions purement acoustiques, Billy sort sa Martin D-28 de 1940 qu'il place face à un micro pied. Il joue avec des plectres BlueChip TP48 et se sert de capodastres Eliott. Pour les morceaux au banjo, il utilise un modèle 5 cordes Rickard Open-Back.
Billy Strings joue peu sur guitare électrique. Il possède cependant un modèle unique au monde baptisée « Prison Guitar » car elle a été fabriquée de toutes pièces par son grand-père alors qu'il était en prison dans le Michigan de 1960 à 1962. Billy a récupéré l'instrument en pièces détachées chez son oncle et l'a fait entièrement restauré par Dave Johnson de Scale Model Guitars, à Nashville. À propos de la forme, voici ce que dit le luthier : «  c'est un design très unique, c'est comme un mashup d'une Fender offset et d'une [Gibson] SG. » Billy a utilisé cette guitare pour enregistrer le solo du morceau Home sur l'album du même nom.

### Deux modèles signature avec Martin
Au NAMM Show 2025, le fabricant de guitares acoustiques Martin annonce la sortie de deux modèles signature Billy Strings : une D-28 et une D-X2E, une version beaucoup plus abordable financièrement tel que l'a voulu le guitariste bluegrass afin que les amateurs puissent s'offrir un instrument de bonne facture sans se ruiner. Ces guitares ont été personnalisées selon les souhaits de Billy Strings, proposant un diapason légèrement raccourci de 25 pouces (63.5 cm, contre 25.4 habituellement) et une largeur de sillet confortable de 1 23/32 pouces (4.365 cm).. 

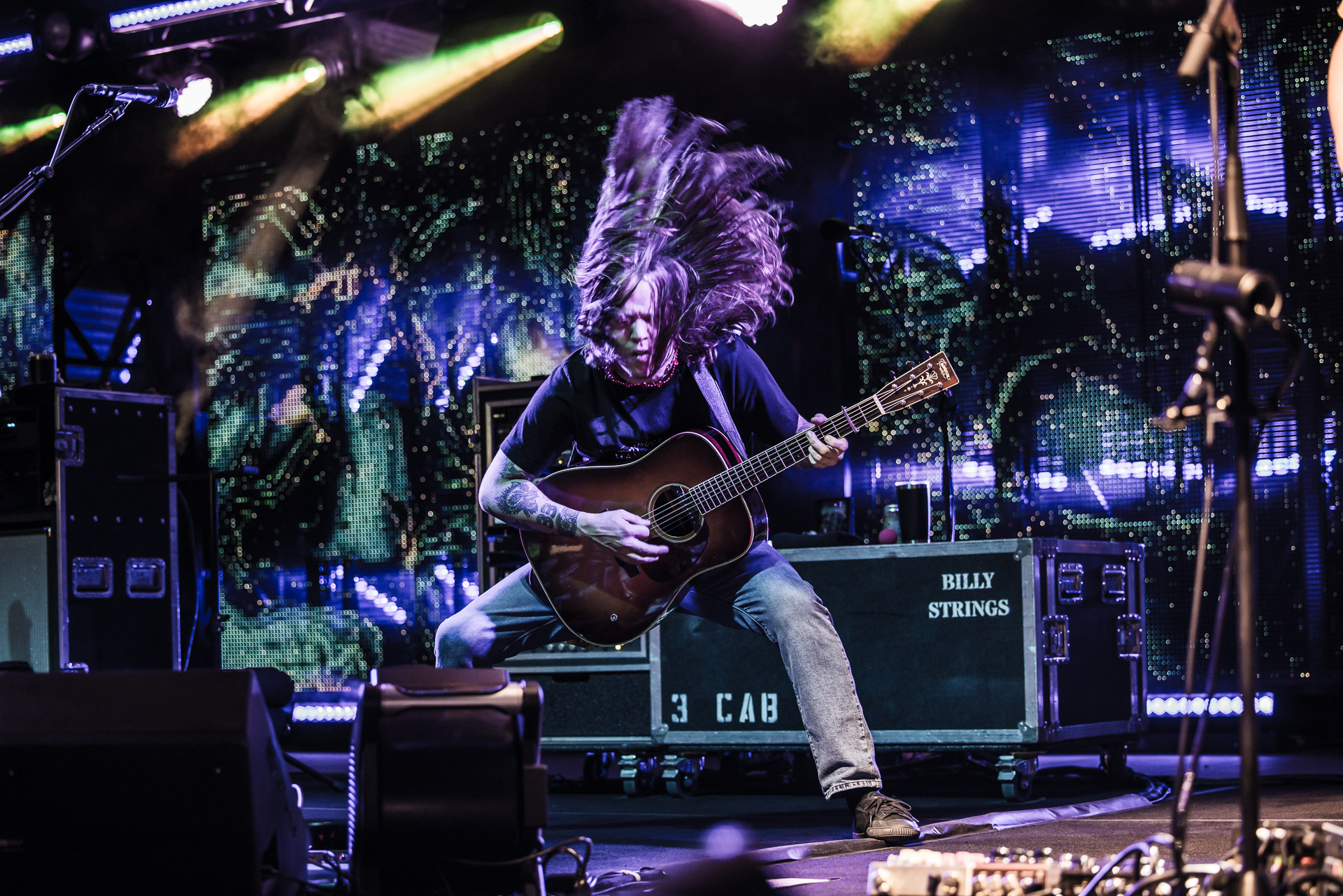
En 2023

### Ampli, pédales et effets
Lors de ses shows, Billy Strings alterne morceaux bluegrass traditionnels avec des compositions plus psychédéliques émaillées de longs solos durant lesquels il a recours à de nombreux effets tels que distortion, reverb, delay, phaser, etc. Son installation pour la scène comprend une interface digitale, 21 pédales d'effet, deux pédales d'expression, une paire de pédales de volume, un commutateur MIDI RJM Mastermind et un Kemper Profiler. L'ampli sélectionné à l'intérieur du modélisateur est un SLO-100 à haut gain, basé sur le Screamer de Soldano. Son ampli de prédilection est le Fender ’68 Custom Deluxe Reverb.
Voici la liste des effets utilisés par Billy Strings :
- Grace Design BiX Preamp
- Strymon Lex Rotary
- Electro-Harmonix Micro Pog (octaver)
- Electro-Harmonix Freeze
- Electro-Harmonix Pitch Fork
- Electro-Harmonix Intelligent Harmony Machine
- Eventide H9 Max Harmonizer
- MXR Bass Envelope Filter
- Red Panda Raster (delay/pitch shifter)
- Jam Pedals Waterfall (chorus/vibrato)
- Source Audio C4 Synth
- Source Audio Nemesis Delay
- Source Audio EQ2
- Boss DC-2W Waza Craft Dimension C (chorus)
- Boss DD-8 (delay)
- Boss SY-1 (synthesiser)
- NativeAudio Pretty Bird Woman
- Chase Bliss Wombtone MKII (phaser)
- Chase Bliss Mood (looper/delay)
- Chase Bliss CXM 1978 (reverb)
- DigiTech Polara (reverb)
- Peterson StroboStomp HD Pedal Tuner
- Ernie Ball 40th Anniversary Volume Pedal
- Mission Engineering Expression Pedals

## Discographie
| Titre                    | Date de sortie | Label           | Informations                             |
| ------------------------ | -------------- | --------------- | ---------------------------------------- |
| Rock of Ages             | 31/12/2013     | autoproduit     | collaboration avec Don Julin             |
| Fiddle Tune X            | 01/10/2014     | autoproduit     | collaboration avec Don Julin             |
| Billy Strings            | 10/06/2016     | autoproduit     | EP 6 titres                              |
| Turmoil & Tinfoil        | 22/09/2017     | Apostol         | Album studio                             |
| An OurVinyl Sessions     | 2018           | NC              | EP 4 titres                              |
| Home                     | 27/09/2019     | Rounder         | Album studio                             |
| Renewal                  | 24/09/2021     | Rounder         | Album studio                             |
| Me/And/Dad               | 18/11/2022     | Rounder         | collaboration avec Terry Barber          |
| Billy Strings Live vol.1 | 12/07/2024     | Reprise Records | Album live de la tournée 2023            |
| Highway Prayers          | 27/09/2024     | Reprise Records | Album studio                             |
| Live at The Legion       | 07/04/2025     | Reprise Records | Album live en duo avec Bryan Sutton (en) |